# Thomas Day (Royaume-Uni)
Pour les articles homonymes, voir Thomas Day et Day.
Thomas Day (22 juin 1748-28 septembre 1789) est un auteur anglais.
Il fut un ardent adversaire des mesures prises par l'Angleterre contre les colonies américaines au moment de la guerre d'indépendance. On lui doit des poèmes et un ouvrage d'éducation qui eut du succès et qui fut traduit en français par Berquin.

## Éducation de Sabrina Sidney
Consécutivement à son premier projet éducatif, Day entreprit la conception d'un modèle matrimonial en la personne d'une jeune fille nommée Sabrina Sidney. Selon le témoignage critique d'Anna Seward, ses aspirations conjugales révélaient un projet intellectuel et moral singulier. Day formulait des exigences programmatiques précises pour son épouse potentielle : une femme cultivée, versée dans les disciplines littéraires, scientifiques et philosophiques, capable de partager sa vision intellectuelle et pédagogique. Il projetait une compagne incarnant des archétypes héroïques, ayant simplicité rustique, stoïcisme spartiate, et apte à contribuer à l'éducation morale et civique de leur progéniture. 

## Œuvres principales
- Réflexions sur l'état de l'Angleterre et l'indépendance de l'Amérique, 1782, poèmes
- The History of Sandford and Merton, 1783-1789, ouvrage d'éducation